# لنگورتی (آیووا)
لنگورتی (به انگلیسی: Langworthy) یک منطقهٔ مسکونی در ایالات متحده آمریکا است که در شهرستان جونز، آیووا واقع شده‌است. لنگورتی ۲۶۲٫۱۳ متر بالاتر از سطح دریا واقع شده‌است.